# 드라간 니콜리치 (배우)

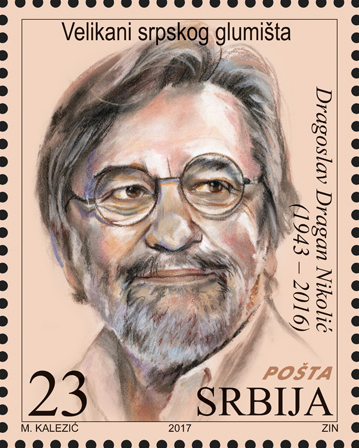
2017년 발행된 니콜리치 우표

드라간 니콜리치(세르비아어: Драган Николић)로 잘 알려진 드라고슬라브 니콜리치(세르비아어: Драгослав Николић, 1943년 7월 20일~2016년 3월 11일)는 세르비아의 배우이다.
베오그라드에서 태어났으며 베오그라드에서 사망하였다. 사인은 대장암이다.

## 영화
- 언더테이커 (2013년)[출처 필요]
- 세인트 조지 슈츠 더 드래곤 (2009년)
- 더 뷰티풀 블루 다뉴브 (2008년)
- 순회공연 (2008년)
- 달려라 토끼야 (2003년)
- 라버런스 (2002년)
- 연인들 (1999년)
- 방돔 광장 (1998년)
- 화약고 (1998년)
- 비극적인 풍자극 (1995년)
- 언더그라운드 (1995년)
- 티토와 나 (1992년)
- 만남의 장소 (1989년)
- 영 앤 헬시 애즈 어 로즈 (1971년)